# Fissarcturus sclerosus
Fissarcturus sclerosus är en kräftdjursart som först beskrevs av Brandt 1990.  Fissarcturus sclerosus ingår i släktet Fissarcturus och familjen Antarcturidae. Inga underarter finns listade i Catalogue of Life.